# Felix Chopin
Felix Chopin (russisch Феликс Шопен, Felix Schopen; * 1813; † 1892 in Paris) war ein in Sankt Petersburg tätiger französischer Eisen- und Bronzegießer und Hoflieferant des Zarenhofes.

## Leben

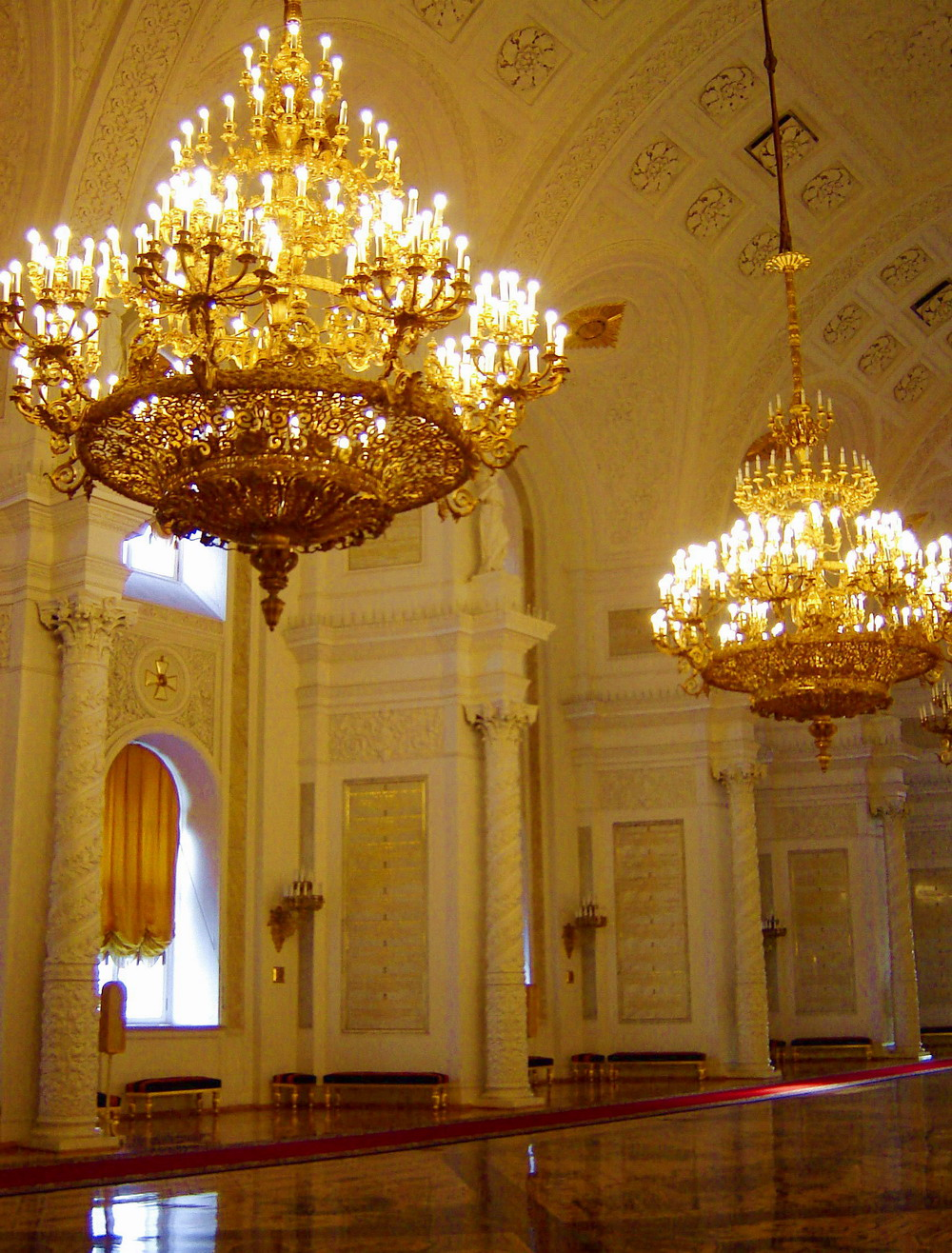
Kronleuchter im Kreml

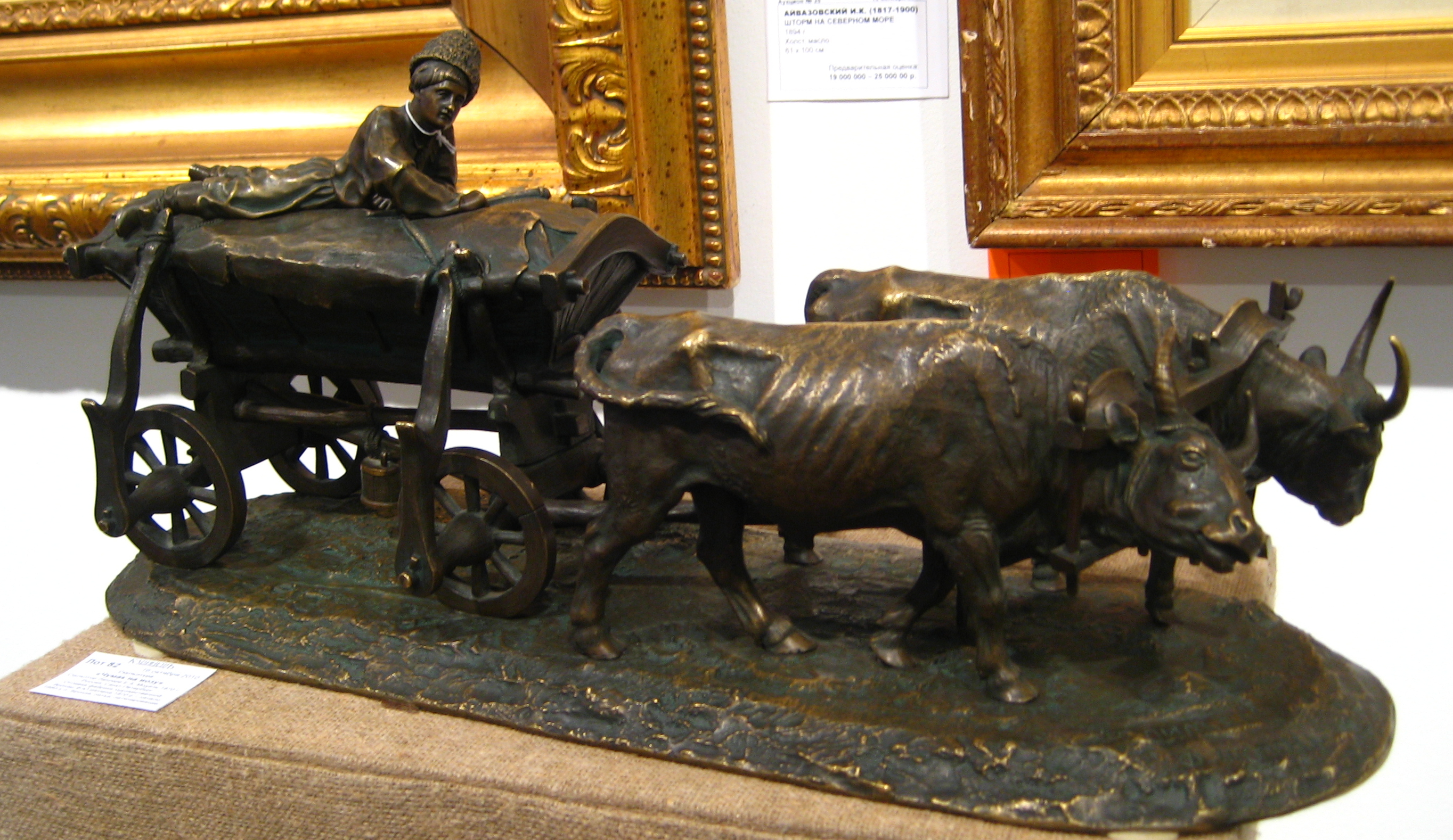
Chumak, Skulptur von Lanceray, Guss von Chopin

Chopin stammte aus Frankreich und war der Sohn des Pariser Gießers Julien Chopin. 1838 kam er nach St. Petersburg und übernahm 1840 die Gießerei Guerin, die vor dem Bankrott stand. Ihm gelang es, die Gießerei zu einem gefragten Hersteller von Bronzen aller Art zu machen. Besonders erfolgreich waren seine Leuchter, sowohl Stand- und Wandleuchter als auch Kronleuchter, und seine Kleinbronzen nach Entwürfen von Jewgeni Alexandrowitsch Lansere.
Ab 1845 lieferte er die aus vergoldeter Bronze (Ormolu) gefertigten Kronleuchter für die Säle im Großen Kremlpalast des Moskauer Kremls.
Chopin stellte seine Erzeugnisse auf der Centennial Exhibition 1876 aus, wo er einen monumentalen Kronleuchter für 100 Kerzen aus Ormolu und Porzellan zeigte. In Petersburg wurde er zur Ausstattung von Kirchengebäuden und Adelspalästen herangezogen. Für seine Arbeiten bevorzugte er stilistisch das Zweite Rokoko. Er war Hoflieferant des Zaren und belieferte dessen Hof mit einer Vielzahl von Bronzen, die teilweise auch der Kaiserlichen Porzellanmanufaktur St. Petersburg zugearbeitet wurden, um mit deren Erzeugnissen verbunden zu werden. 
1867/68 schuf er auf Subskriptionsbasis eine Serie von insgesamt 64 jeweils 30 cm hohen Büsten russischer Zaren und Großfürsten.
Etwa 1889 wurde seine Gießerei von Karl Berto (auch: Charles Bertault, wirksam 1886–1917) übernommen, mit dem er bereits seit 1886 zusammengearbeitet hatte.

## Werke
- Kronleuchter im Marmorpalais, St. Petersburg (1849)
- Kronleuchter in Schloss Peterhof (1850)
- Denkmal Kaiserin Katharina II. (1862)[6]
- Sockel für das Lutherdenkmal (Keila), Estland (1862)